# Колбин (слушатель Коммунистического университета)
Колбин (?, в Вятской губернии — 25 сентября 1919, Москва) — слушатель Коммунистического университета имени Я. М. Свердлова. Похоронен на Красной площади в Москве.

## Биография
По одной из версий, родился в Вятской губернии. Был одним из лучших ораторов среди слушателей Коммунистического университета имени Я. М. Свердлова.
На 26 сентября МК РКП(б) объявил митинг по районам на тему «Деникинский шпионаж и защита Советской России». Для обсуждения тезисов речей и ознакомления с материалами Колбин был приглашён 25 сентября в горком партии.
Погиб при взрыве 25 сентября 1919 года в Леонтьевском переулке в здании Московского комитета РКП(б).
Похоронен у Кремлёвской стены.